# Marianne Dew
Marianne Dew   (8 de setembre de 1938) és una atleta anglesa, ja retirada, especialista en curses de velocitat, que va competir durant la dècada de 1950.
En el seu palmarès destaca una medalla de plata en els 4x100 metres del Campionat d'Europa d'atletisme de 1958, formant equip amb Dorothy Hyman, Madeleine Weston i Carole Quinton.

## Millors marques
- 200 metres. 24.1" (1958)[1]